# ديفيد هيو بف
ديفيد هيو بف هو محامي وسياسي كندي، ولد في 27 نوفمبر 1907 في كندا، وتوفي في 21 يونيو 2005. حزبياً، نشط في الحزب الكندي التقدمي المحافظ. وقد انتخب عضو مجلس العموم الكندي.